# Verklaring inzake de uitbanning van geweld tegen vrouwen
De Verklaring inzake de uitbanning van geweld tegen vrouwen (Engels: Declaration on the Elimination of Violence Against Women, afgekort DEVAW) werd op 20 december 1993 zonder stemming aangenomen door de Algemene Vergadering van de Verenigde Naties in Resolutie 48/104. Het omvat de erkenning van "de dringende noodzaak voor de universele toepassing op vrouwen van de rechten en principes met betrekking tot gelijkwaardigheid, veiligheid, vrijheid, integriteit en waardigheid van alle mensen". Het verwijst naar en omvat dezelfde rechten en principes als die zijn opgenomen in mensenrechteninstrumenten zoals de Universele Verklaring van de Rechten van de Mens en Artikelen 1 en 2 leveren de meestgebruikte definitie van geweld tegen vrouwen.

## Achtergrond
De internationale erkenning dat vrouwen het recht hebben op een leven zonder geweld is in de menselijke geschiedenis een vrij recent idee dat pas rond 1970 is ontstaan. Historisch gezien zijn hun worstelingen met geweld en de straffeloosheid waarmee de daders werden beschermd verbonden met hun strijd tegen discriminatie. Sinds de oprichting van de Verenigde Naties in 1945 heeft de organisatie zich beziggehouden met de versterking van vrouwenrechten, maar tot begin jaren 1990 werd er niet specifiek aandacht besteed aan hoe vaak vrouwen het doelwit waren van geweld. Het Verdrag inzake de uitbanning van alle vormen van discriminatie van vrouwen van 1979 (bekend als 'CEDAW' of 'VN-Vrouwenverdrag') bevat nergens een vermelding van geweld tegen vrouwen; de Verklaring van Wenen en Actieprogramma van juni 1993 (VDPA) was het eerste internationale document dat geweld tegen vrouwen expliciet veroordeelde. De DEVAW-resolutie werd ontwikkeld als een aanvulling op CEDAW en verklaart expliciet dat het versterken en aanvullen van CEDAW één van haar doelstellingen is.
In september 1992 stelde de Commissie voor de Status van Vrouwen (in het Engels afgekort als CSW) van de Verenigde Naties een speciale werkgroep aan om een concept-verklaring tegen geweld tegen vrouwen voor te bereiden. Een van de doelstellingen van de resolutie was de beëindiging van het destijds heersende standpunt van overheden dat geweld tegen vrouwen een privékwestie was in de huiselijke sfeer waar de staat zich niet mee hoefde te bemoeien. Destijds was vanuit verschillende onderzoeken inmiddels bekend dat het verschijnsel dat mannen die hun vrouw of vriendin sloegen (vaak omschreven als huiselijk geweld of partnergeweld) de vaakst voorkomende vorm van mishandeling van vrouwen was. Zo bleek uit een studie van Levinson (1989) dat er in 86% van negentig bestudeerde culturen mannen structureel geweld gebruikten tegen hun vrouw; andere onderzoeken van de tijd vertoonden soortgelijke patronen. De medische gevolgen van dergelijk geweld waren aanzienlijk; zo waren ze in de Verenigde Staten de belangrijkste oorzaken van verwondingen van vrouwen, was 22–35% van de vrouwen die bij de spoedeisende hulp werd opgenomen daar vanwege symptomen van partnergeweld, en indirect leidde het 4 tot 5 keer vaker tot psychische problemen die behandeling behoefden en 5 keer vaker tot suïcidepogingen dan bij andere vrouwen. Ook seksueel geweld inclusief verkrachting werd steeds vaker erkend als een probleem dat een aanzienlijk deel van alle vrouwen trof. Ter gelegenheid van Internationale Vrouwendag publiceerde VN-secretaris-generaal Boutros Boutros-Ghali op 8 maart 1993 een statement (ter voorbereiding van de Verklaring) die de rol van de VN in het bevorderen en beschermen van vrouwenrechten uiteenzette:

"De strijd voor vrouwenrechten en de taak van het creëren van een nieuwe Verenigde Naties, die in staat is tot het bevorderen van de vrede en de waarden die haar voeden en voorzien, zijn één en dezelfde. Vandaag de dag – meer dan ooit – is de zaak van vrouwen de zaak van de gehele mensheid."

## Definitie van geweld tegen vrouwen
Volgens een conceptnotitie uit januari 2012 van deInternational Expert Group Meeting on Combating violence against indigenous women and girls (die werkt voor het United Nations Permanent Forum on Indigenous Issues oftewel UNPFII) leveren Artikelen 1 en 2 van de DEVAW "de meestgebruikte definitie van geweld tegen vrouwen en meisjes"; professor Jacqui True van de Monash-universiteit beweerde in 2012 hetzelfde.

Artikel Een:
Voor de toepassing van deze Verklaring betekent de term 'geweld tegen vrouwen' elke daad van gendergerelateerd geweld die resulteert in, of waarschijnlijk zal resulteren in, fysieke, seksuele of psychologische schade aan of lijden van vrouwen, met inbegrip van dreigementen met dergelijke daden, dwang of willekeurige vrijheidsbeneming, zowel in het openbaar als in het privé-leven.
Artikel Twee:
Geweld tegen vrouwen omvat, maar is niet beperkt tot, het volgende:
(a) Fysiek, seksueel en psychologisch geweld in het gezin, inclusief mishandeling, seksueel misbruik van vrouwelijke kinderen in het huishouden, bruidsschatgerelateerd geweld, verkrachting binnen het huwelijk, vrouwelijke genitale verminking en andere traditionele praktijken schadelijk voor vrouwen, niet-echtelijk geweld en geweld in verband met uitbuiting;
(b) Fysiek, seksueel en psychologisch geweld in de algemene gemeenschap, waaronder verkrachting, seksueel misbruik, seksuele intimidatie en intimidatie op het werk, in het onderwijs instellingen en elders, vrouwenhandel en gedwongen prostitutie;
(c) Fysiek, seksueel en psychologisch geweld gepleegd of gedoogd door de staat, waar het zich ook voordoet.

## Invloed
De Verklaring inzake de uitbanning van geweld tegen vrouwen (DEVAW) heeft een impact gehad op de ontwikkeling van verscheidene andere mensenrechteninstrumenten en instituties:
- United Nations Special Rapporteur on Violence Against Women: DEVAW was een van de documenten waarnaar verwezen werd in Resolutie 1994/45 van de Mensenrechtencommissie van de Verenigde Naties van 4 maart 1994,[13] waarin zij besloot Radhika Coomaraswamy te benoemen als eerste speciaal rapporteur van de Verenigde Naties voor geweld tegen vrouwen, inclusief de oorzaken en gevolgen. De speciaal rapporteur heeft een mandaat om data te verzamelen en analyseren van overheden, verdragsorganen, gespecialiseerde agentschappen, ngo's en andere belanghebbende partijen en om effectief te reageren op zulke informatie. Bovendien speelt de rapporteur een rol in het adviseren op internationaal, nationaal en regionaal niveau en samen te werken met andere speciale rapporteurs en vertegenwoordigers, werkgroepen en onafhankelijke experts van de Mensenrechtencommissie.[14]
- Inter-Amerikaans Verdrag Inzake de Preventie, Bestraffing en Uitbanning van Geweld tegen Vrouwen (Verdrag van Belém do Pará): DEVAW wordt genoemd in de preambule van het Verdrag van Belém do Pará van 9 juni 1994.[15]
- Internationale Dag voor de Uitbanning van Geweld tegen Vrouwen: VN-Resolutie 54/134 van 17 december 1999, die 25 november erkende als Internationale Dag voor de Uitbanning van Geweld tegen Vrouwen, beriep zich tweemaal op de Verklaring inzake de uitbanning van geweld tegen vrouwen (VN-Resolutie 48/104).[16]

## Problemen
Veel vrouwenrechtenverdedigers die streven naar mensenrechten hebben zorgen geuit dat, hoewel er veel terrein is gewonnen door deze verklaring, deze bedreigd wordt door de opkomst van conservatievere krachten in de internationale gemeenschap. In maart 2003, tijdens een CSW-vergadering, maakte de afgevaardigde van Iran bezwaar tegen de inclusie van een paragraaf die overheden opriep om "geweld tegen vrouwen te veroordelen en zich te onthouden van een beroep op wat voor gebruik, traditie of religieuze overweging dan ook om zich te onttrekken aan hun verplichtingen met betrekking tot de Verklaring inzake de uitbanning van geweld tegen vrouwen." Vertegenwoordigers uit Egypte, Pakistan, Soedan en de VS maakten ook bezwaren en dit leidde tot de eerste diplomatieke mislukking ooit bij de CSW.

## Campagnes
Ieder jaar geldt de Internationale Dag voor de Uitbanning van Geweld tegen Vrouwen als de aftrap voor de 16 Days of Activism against Gender-based Violence. Mensenrechtenorganisaties zoals Center for Women's Global Leadership, Unifem, Women Won't Wait, Women for a Change, Women's Aid en andere groepen werken dan samen om zich uit te spreken tegen gendergerelateerd geweld en om de rechten en principes van de Verklaring te bevorderen. Een stap die in 2008 werd genomen ter beëindiging van geweld tegen vrouwen was de lancering van "Unite to End Violence against Women". Deze campagne streeft naar publieke bewustmaking van het probleem. Anno 2020 had twee derde van alle landen huiselijk geweld verboden (49 landen nog niet); 37 landen hadden nog trouw-je-verkrachter-wetten.
Op 10 april 2009 hield Amnesty International een demonstratie in Narayanghat in de Nepalese stad Bharatpur om aandacht te vragen voor vrouwenrechtenactivisten nadat de staat faalde om twee activisten te beschermen tegen gewelddadige aanvallen en uiteindelijk hun vermoording. Hoewel Nepal de Verklaring heeft geratificeerd, heeft het Artikel 4c niet nageleefd, hetgeen staten verplicht om:
"Passende zorgvuldigheid te betrachten om geweld tegen vrouwen te voorkomen, te onderzoeken en, in overeenstemming met de nationale wetgeving, te bestraffen, ongeacht of deze daden worden gepleegd door de staat of door particulieren."